# WWF One Night Only
Pour les articles homonymes, voir One Night Only.
One Night Only était un pay-per-view de catch de la World Wrestling Federation. Il était diffusé le 20 septembre 1997 sur le Sky Box Office du NEC Arena à Birmingham, Angleterre.
Le show était montré en pay-per-view au Canada et en Europe, bien qu'à l'origine ça devait être un show exclusif à l'Europe. La WWF disait que la raison de ce changement venait de pressions de Bret Hart pour permettre aux fans canadiens de le voir en action. Le show s'est déroulé en Angleterre en raison de la popularité qu'avait la fédération alors que le concurrent World Championship Wrestling était plus populaire aux États-Unis à l'époque. En effet, WCW Monday Nitro n'a jamais battu WWF RAW dans les Monday Night Wars au Royaume-Uni.
Ce PPV marquait aussi le début officiel de la D-Generation X.

## Résultats
| #                                                          | Résultats                                                                      | Stipulations                                     | Commentaires | Durée |
| ---------------------------------------------------------- | ------------------------------------------------------------------------------ | ------------------------------------------------ | --- | ----- |
| 1                                                          | Hunter Hearst Helmsley bat Dude Love                                           | Match simple                                     | - Helmsley a effectué le tombé sur Love.                                                                                  | 12:53 |
| 2                                                          | Tiger Ali Singh bat Leif Cassidy                                               | Match simple                                     | - Singh a effectué le tombé sur Cassidy, Sunny était l'annonceuse spéciale.                                               | 04:10 |
| 3                                                          | The Headbangers (c) (Mosh et Thrasher) battent Savio Vega et Miguel Pérez, Jr. | Tag team match pour le WWF Tag Team Championship | - Mosh a effectué le tombé sur Pérez.                                                                                     | 14:07 |
| 4                                                          | The Patriot bat Flash Funk                                                     | Match simple                                     | - Patriot a effectué le tombé sur Funk.                                                                                   | 09:31 |
| 5                                                          | The Legion of Doom (Hawk et Animal) battent The Godwinns (Henry et Phineas)    | Tag team match                                   | - Hawk a effectué le tombé sur Phineas.                                                                                   | 11:34 |
| 6                                                          | Vader bat Owen Hart                                                            | Match simple                                     | - Vader a effectué le tombé sur Owen.                                                                                     | 14:21 |
| 7                                                          | Bret Hart (c) bat The Undertaker par disqualification                          | Match simple pour le WWF Championship            | - Undertaker était disqualifié quand il refusait de permettre à l'arbitre de démêler la nuque d'Hart d'entre les cordes.  | 28:35 |
| 8                                                          | Shawn Michaels bat The British Bulldog (c)                                     | Match simple pour le WWF European Championship   | - L'arbitre arrêtait le match quand il trouvait que Bulldog ne pouvait continuer après avoir subi un Figure-Four Leglock. | 22:53 |
| (c) désigne le champion défendant son titre dans le match. |                                                                                |                                                  | |       |